# Reyjane Patricia de Oliveira
Reyjane Patricia de Oliveira (1976) es una botánica, agrostóloga, curadora y profesora brasileña.
En 1997, obtuvo una licenciatura en Historia natural, por la Universidad Estadual de Feira de Santana, la maestría en Biología Vegetal en 2001; y, el doctorado, con la defensa de la tesis: Estudios taxonómicos y filogenéticos y biosistemáticos en Raddia Bertol. (Poaceae - Bambusoideae - Olyreae), por la misma casa de altos estudios, en 2006.
Como becaria desde 2004, desarrolla actividades académicas y de investigación, en el Departamento de Ciencias Biológicas, de la Universidad Estadual de Feira de Santana. Tiene experiencia en el área de Botánica, con énfasis en la familia de las apocináceas, principalmente en su taxonomía, y es profesora de genética y biodiversidad en la Universidad Federal de Bahía.
En 2004, realizó una estadía en Kew Gardens, haciendo una Revisión taxonómica de Raddia (Poaceae), bajo orientación de Steve Renvoize.

## Algunas publicaciones
- FERREIRA, F.M.; van den Berg, Cássio; V.C. Hollowell; OLIVEIRA, R. P. 2013. Parianella (Poaceae, Bambusoideae): morphological and biogeographical information reveals a new genus of herbaceous bamboos from Brazil. Phytotaxa 77: 27-32, 2013
- MOTA, A. C.; OLIVEIRA, R. P.; CLARK, L. G. 2013. Chusquea clemirae (Bambusoideae, Poaceae): A New Woody Bamboo from the Montane Atlantic Rainforest of Bahia State, Brazil. Systematic Bot. 38: 92-96
- Kelchner, S.; B. P. G.:; CLARK, L. G.; Cortés, G.; OLIVEIRA, R. P.; Dransfield, S.; Filgueiras, T.S.; FISHER, A. E.; GUALA, G. F.; Hodkinson, T.; Judziewicz, E.; KUMAR, M.; Li, D.; Londoño, X.; MEJIA, M. T.; Santos-Gonçalves, A.P.; STAPLETON, C.; Sungkaew, S.; TRIPLETT, J.; WIDJAJA, E.; WONG, K. M.; Xia, N.H. 2013. Higher level phylogenetic relationships within the bamboos (Poaceae: Bambusoideae) based on five plastid markers. Molecular Phylogenetics and Evolution 67: 404-413
- SILVA, C.; FERREIRA, F.M.; VIANA, P. L.; OLIVEIRA, R. P. 2013. A new species of Ichnanthus (Poaceae, Paspaleae) endemic to Southern Minas Gerais, Brazil. Phytotaxa 104: 21-29
- FERREIRA, FABRÍCIO MOREIRA; DÓREA, MARCOS C.; LEITE, KELLY REGINA B.; OLIVEIRA, REYJANE P. 2013. Eremitis afimbriata and E. magnifica (Poaceae, Bambusoideae, Olyreae): two remarkable new species from Brazil and a first record of blue iridescence in bamboo leaves. Phytotaxa 84: 31-45
- FREITAS, JULIANA G.; SANTOS, ANDREA KARLA A.; GUIMARÃES, PAULO JOSÉ F.; OLIVEIRA, REYJANE P. 2013. A New and Unusual Species of Tibouchina (Melastomataceae) Occurring in Caatinga Vegetation in Bahia, Brazil. Systematic Bot. 38: 418-423

### Capítulos de libros
- OLIVEIRA, R. P.; FUNCH, L. S. 2011. Angiospermas: plantas com flores e frutos. En: FUNCH, L. S.; MIRANDA, L. (orgs.) Serrano - Parque Municipal da Muritiba. Feira de Santana: Radami
- FILGUEIRAS, T. S.; Longhi-Wagner, Hilda M.; VIANA, P. L.; ZANIN, A.; GUGLIERI, A.; OLIVEIRA, R. C.; Canto-Dorow, T.S.; SHIRASUNA, R. T.; VALLS, J.F.M.; OLIVEIRA, R. P. 2010. Poaceae. En: Forzza, R.C. et al. (orgs.) Catálogo de plantas e fungos do Brasil. Río de Janeiro: Andrea Jakobsson Estúdio: Instituto de Pesquisas Jardim Botânico do Rio de Janeiro, vol. 2, pp. 1464-1520
- OLIVEIRA, R. P.; WAGNER, H. M. L.; FILGUEIRAS, T. S.; MOTA, A. C.; VIANA, P. L. 2009. Poaceae. En: Giulietti, A. M.; Rapini, A.; Andrade, M. J. G.; Queiroz, L. P. & Silva, J. M. C. (orgs.) Plantas raras do Brasil. Belo Horizonte: Conservação Internacional do Brasil, pp. 326-340
- OLIVEIRA, R. P.; COSTA, M. F.; DOREA, M. C.; FERREIRA, F.M.; GUIMARAES, E. F. 2009. Piperaceae. En: Giulietti, A. M.; Rapini, A.; Andrade, M. J. G.; Queiroz, L. P. & Silva, J. M. C. (orgs.) Plantas raras do Brasil. Belo Horizonte: Conservação Internacional do Brasil, pp. 317-323

### Cuerpo editorial
- 2003: Periódico: Sitientibus. Série Ciências Biológicas
- 2006: Periódico: International J. of Plant Sci
- 2006: Periódico: SIDA, Contrib. to Botany (cesó en 2006)
- 2008: Periódico: Rodriguesia
- 2008: Periódico: Acta Amazónica
- 2008: Periódico: Boletim do Instituto de Botânica (São Paulo)
- 2010: Periódico: Novon (Saint Louis, Mo.)
- 2010: Periódico: Neodiversity (Feira de Santana)
- 2011: Periódico: Revista Caatinga (En línea)
- 2011: Periódico: Systematic Botany
- 2012: Periódico: Phytotaxa
- 2012: Periódico: Phytokeys
- 2012: Periódico: Hoehnea (São Paulo)

## Premios y reconocimientos
- 2004: ASPT Studant Research Grant, American Society of Plant Taxonomists, University of Utah, USA
- 2004: Kew Latin American Research Programme (KLARF), Royal Botanic Gardens, Kew
- 2003: Prêmio FERFA de Meio Ambiente pela dissertação de mestrado "A tribo Olyreae (Poaceae-Bambusoideae) no Estado da Bahia, Brasil" (1.º lugar, categoría Idéia Sustentável - Mestrado), CRA (Centro de Recursos Ambientais da Bahia)
- 1998: 1.º lugar, categoría Trabajo de Iniciação Científica "Estudos taxonômicos na tribo Paniceae na Chapada Diamantina, Bahia" (Área Ciências da Vida), Pró-Reitoria de Pesquisa e Pós-Graduação/UEFS

## Membresías
- ASPT (American Society of Plant Taxonomists)
- de la Sociedad Botánica del Brasil[6]